# Битка код Стоунс Ривера
Битка код Стоунс Ривера (енгл. Battle of Stones River), вођена од 25. децембра 1862. до 3 јануара 1863. у Тенесију, била је важна победа Уније на западном ратишту Америчког грађанског рата.

## Позадина
Док су на источном ратишту Америчког грађанског рата од августа до септембра 1862. вођене велике офанзиве снага Конфедерације под командом Роберта Лија (Северновирџинијска и Мерилендска операција), углавном јужњачке победе, али стратегијски неодлучне, на Западном ратишту јужњачки генерал Бракстон Брег такође је прешао у напад.

## Операције
Конфедералисти под Брекстон Брегом (око 50.000 људи) покушали су средином августа 1862. да заузму Охајо, не би ли пресекли везу Запада са Вашингтоном, а средином октобра Дон Карлос Бјуел, командант левокрилне армије на Западу, врши противманевар преко Перивила, што Брега натерује на повлачење у Тенеси. Судбина ових операција решила се у бици код Мерфрисборо-а од 25. децембра 1862. до 3. јануара 1863. Потучени Брег се повукао у Талахому. Обе стране заузеле су затим зимске квартире.

## Последице
Приближно у исто време, децембра 1862, претрпео је неуспех Шерманов напад на Виксбург по Грантовом плану који сада командује на Мисисипију. На крају 1862. победа Севера била је још врло далеко. Линколн је морао захватати све дубље у велики резервоар људи и материјала којим располаже да би могао да реализује велику потенцијалну надмоћност над упорним противником.